# Kivenlahti (stacja metra)
Kivenlahti (szw. Stensvik) – stacja metra helsińskiego, znajdująca się w mieście Espoo, w dzielnicy Espoonlahti. Jest końcową i najbardziej wysuniętą na zachód stacją sieci. Obsługuje ją linia M1 (Kivenlahti – Vuosaari).
Stacja została wybudowana w drugiej fazie projektu Länsimetro (metro zachodnie). Otwarcie miało miejsce 3 grudnia 2022 roku.